# Georges Marsan
Georges Marsan (* 20. März 1957) ist Bürgermeister (französisch Maire) des Fürstentums Monaco.

## Werdegang
Georges Marsan wurde als Sohn des Apothekers Gérard Marsan geboren. Sein Großvater, Antoine Marsan, war ebenfalls Apotheker. Die Familienapotheke wurde 1908 in der Rue Grimaldi gegründet, kurz darauf wurde sie an den Place d'Armes in La Condamine verlegt. Einer seiner Großväter war Bürgermeister des Viertels, der 1911 im Zuge der monegassischen Revolution an der Verfassung von Monaco mitarbeitete.
Marsan schloss 1979 sein Pharmaziestudium an der Universität von Montpellier ab.
1991 wurde Marsan in den Gemeinderat Monacos gewählt. 
Seit 2003 hat er das Amt des Bürgermeisters von Monaco inne.
Im Zusammenhang mit seiner Funktion als Bürgermeister Monacos wurde Marsan am 14. Dezember 2023 für 48 Stunden in Polizeigewahrsam genommen, nachdem Vorwürfe der Korruption gegen ihn erhoben wurden. Er kam danach wieder frei, steht aber unter justizieller Aufsicht und hat ein Kontaktverbot bzgl. anderer Mitglieder des Gemeinderates von Monaco. Derzeit (Stand: Januar 2024) laufen die Ermittlungen gegen ihn noch. Marsan bestreitet alle Vorwürfe und gibt an, stets für das Wohl des Fürstentums gehandelt zu haben. Er werde seine Unschuld beweisen.
Am 3. Januar 2024 wurde bekannt, dass die bisherige stellvertretende Bürgermeisterin Camille Svara „bis auf weiteres“ die Amtsgeschäfte als Bürgermeisterin Monacos führen wird. Dies hatte sie auch schon offiziell in den zwei Tagen getan, in denen Marsan in Polizeigewahrsam war.

## Privates
Georges Marsan hat drei Kinder.

## Belege
1. 1 2 3 4 5  Georges Marsan: "Être maire, c'est proposer des remèdes". 30. Januar 2015, abgerufen am 11. Juli 2023 (französisch).
2. ↑  Vie publique. 10. Dezember 2003, abgerufen am 11. Juli 2023 (französisch).
3. 1 2  undefined - Mairie de Monaco. Abgerufen am 11. Juli 2023 (französisch).
4. ↑  https://news.mc/2024/01/03/camille-svara-will-replace-george-marsan-at-head-of-monaco-town-hall-for-an-indefinite-period/
5. ↑  https://news.mc/2024/01/03/camille-svara-will-replace-george-marsan-at-head-of-monaco-town-hall-for-an-indefinite-period/

| Personendaten    | Personendaten                           |
| ---------------- | --------------------------------------- |
| NAME             | Marsan, Georges                         |
| KURZBESCHREIBUNG | monegassischer Politiker, Bürgermeister |
| GEBURTSDATUM     | 20. März 1957                           |